# Abuja Stadium
 (avril 2025).
Si vous disposez d'ouvrages ou d'articles de référence ou si vous connaissez des sites web de qualité traitant du thème abordé ici, merci de compléter l'article en donnant les références utiles à sa vérifiabilité et en les liant à la section « Notes et références ».
Abuja National Stadium est un stade omnisports situé à Abuja, la capitale du Nigeria. 
Ayant une capacité de 60 491 places assises, c'est le domicile de l'équipe nationale de football, les Super Eagles, et de divers événements sociaux, culturels et religieux.

## Histoire
Le stade fut achevé en 2003 en prévision des Jeux africains qui avaient lieu la même année.

## Événements
- 8e Jeux africains, 5-17 octobre 2003
- Coupe du monde de football des moins de 17 ans 2009